# Lilek sodomský

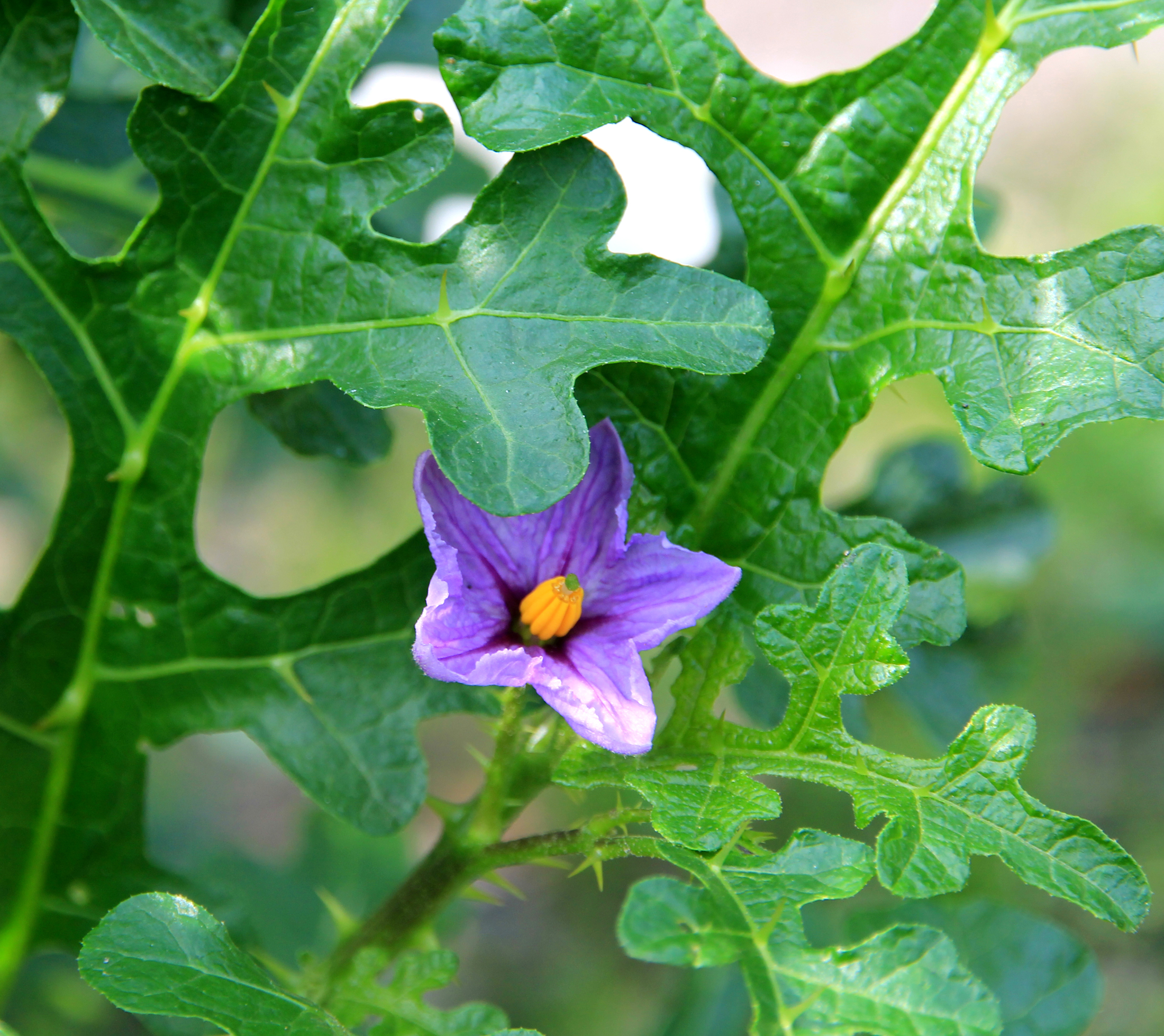
Oboupohlavný květ

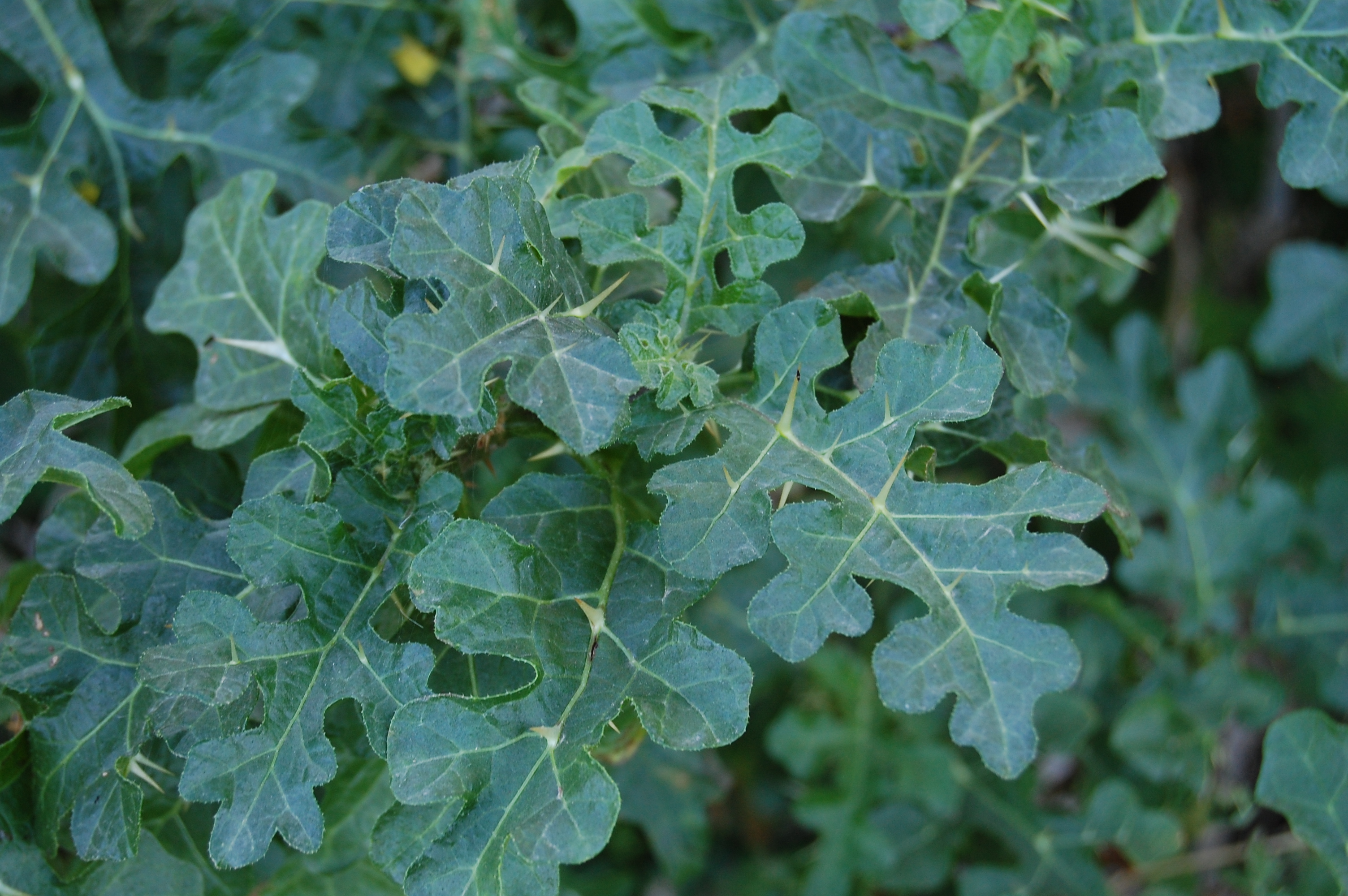
Listy s ostny

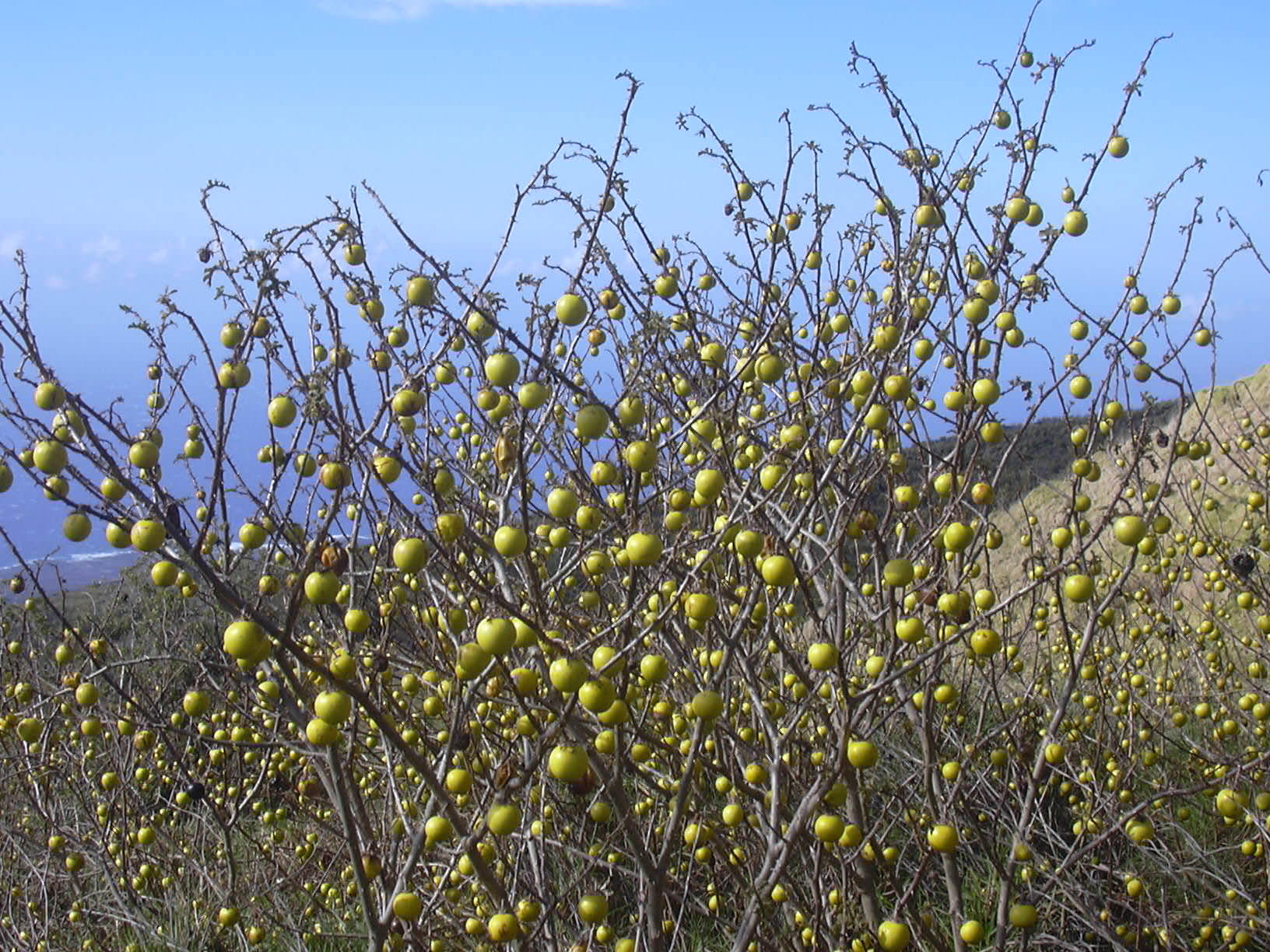
Keř s plody

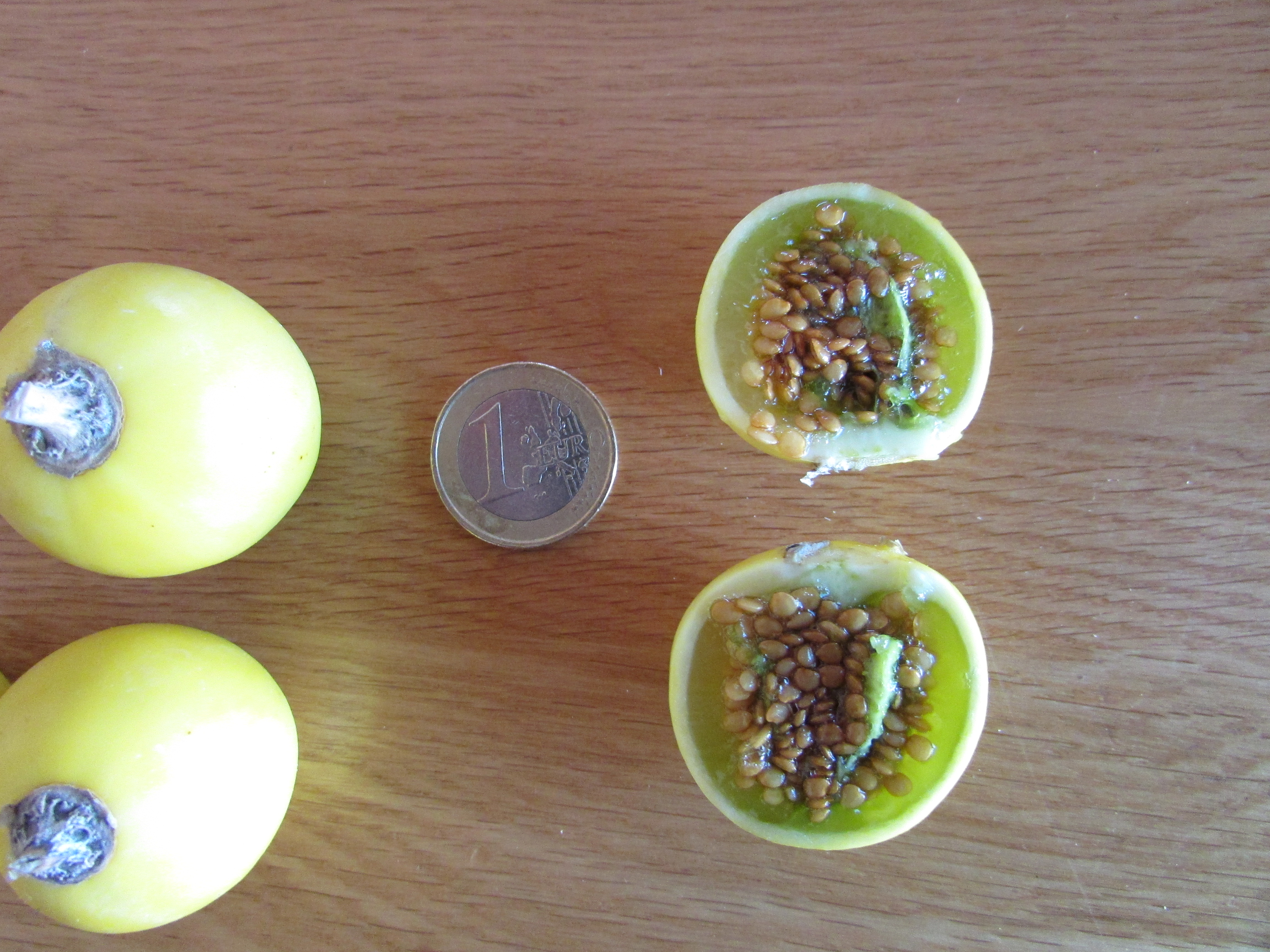
Plody a semena

Lilek sodomský (Solanum linnaeanum) je polokeřovitá nebo keřovitá, ostnitá rostlina vysoká až 1,5 m, která je v tropech a subtropech vytrvalou, ale ve středoevropských podmínkách pouze jednoletou, nepřečká chladnou zimu. Rostlina je celoročně nápadná svými hluboce dělenými laločnatými listy a případně fialovými květy a okolo 3 cm velkými plody.

## Rozšíření
Pochází z jihu Afriky, z Jihoafrické republiky, Mosambiku a Zimbabwe, odkud se postupně šířil po africkém kontinentu do Angoly, Eritreje, na Madagaskaru i Makaronésie. Dostal se do mnoha pobřežních oblastí australských států s výjimkou Tasmánie a dále na Nový Zéland a některé pacifické ostrovy (Havaj, Nová Kaledonie, Fidži, Norfolk). Byl zavlečen i do Středomoří, kde jako protivný plevel roste v Albánii, Bulharsku, Chorvatsku, Itálii, Řecku i Portugalsku a Španělsku.
V ČR byl jeho přechodný, pouze jednorázový výskyt zaregistrován v okolí Prahy, u Štětí i Brna na počátku 20. století.

## Ekologie
Teplomilná, vytrvalá, plevelná rostlina rostoucí hlavně v subtropických a tropických oblastech s polosuchým klimatem. Osídluje suché svahy, pastviny, dočasné úhory, řídké světlé lesy, okraje silnic, narušené lokality, skládky odpadů a různě degradovaná stanoviště. Místa jejího výskytu mohou být vlhká, nesmí být ale dlouhodobě zamokřená. Tento fanerofyt nejlépe roste na písčitých půdách dostatečně zásobených vápníkem. Kvete obvykle na jaře, může však nasazovat květy a plodit průběžně po celý rok. Ploidie druhu je 2n = 12.

## Popis
Rozkladitě rozvětvený keř nebo polokeř je vysoký 0,5 až 2,5 m, ojediněle bývá i vyšší. S věkem dřevnatějící lodyha je přímá, bohatě sympodiálně větvená, v mládí zelená a později hnědá či šedá. Nejdříve je hvězdicovitě chlupatá a později porostlá četnými, kolmo odstálými a nazpět ohnutými, na bázi širokými, asi 6 mm dlouhými, světle hnědými ostny. Kůra starších stonků je světle oranžově-hnědá nebo tmavě zeleno-hnědá.
Střídavě vyrůstající, jakoby papírové listy s 2 cm řapíkem mají čepel dlouhou 5 až 13 cm a širokou 4 až 9 cm, v obryse vejčitou a pravidelně peřenodílnou až peřenosečnou. Čepel je na bázi klínovitá a má po dvou až třech párech úkrojků, jež jsou obvejčité laločnaté, zaoblené a řídce porostlé hvězdicovitými chlupy na kratičkých stopkách. Na střední i některých postranních žilkách obou stran listů vyrůstají až 12 mm dlouhé ostny. Listy jsou zbarvené světle zeleně až žlutozeleně a sušením hnědnou.
Květy velké až 3 cm bývají nafialověle zbarvené, jsou pětičetné s krátkou ostnitou stopkou a vyrůstají jednotlivě, nebo až v šestičetném vrcholičnatém květenství s krátkým vřetenem posetém mnoha ostny. Osa květenství vyrůstá jen zdánlivě z úžlabí listu, ve skutečnosti je pokračováním hlavní lodyhy; květenství je tudíž koncové a k listu protistojné. Výše postavené květy v květenství mají často jen samčí orgány, kdežto dolní květy bývají oboupohlavné, stejně jako květy vyrůstající samostatně.
Kalich asi 0,5 cm dlouhý je zelený, zvonkovitého tvaru, srostlolupenný, do půli členěný v pět trojúhelníkovitých cípů a celý chlupatý i ostnitý; za plodu se mírně zvětšuje, ale vyvíjející se plod zcela nekryje. Koruna je srostlá, kolovitá, mívá až 3 cm v průměru a její světle až tmavě fialové plátky jsou mělce laločnaté a na bázi mají sytěji vybarvený pruh. Pět stejně dlouhých tyčinek s krátkými nitkami nese výrazné žluté prašníky. Semeník je horní, lysý a dlouhý asi 1 cm, u samčího květu je zakrslý. V oboupohlavném květu mezi kruhem prašníků ven vyčnívá až 1,5 cm dlouhá čnělka se zelenavou bliznou. Okvětní lístky oboupohlavných květů, tedy i celé květy, jsou o poznání větší.
Plod je kulovitá, dužnatá bobule velká okolo 3 cm, visící na dřevité, silně ostnité stopce dlouhé asi 2 cm. Bobule je v nezralém stavu světle či tmavě zelená a toxická. V plné zralosti je žlutá s hladkým, lysým oplodím až 1,5 mm silným a se zbytky cípů suchého vytrvalého kalichu sahající asi do poloviny plodu, postupně na větvi přezrává, hnědne, černá a nakonec opadne. Plod má dvě pouzdra s celkem asi dvěma stovkami zploštělých, ledvinovitých, 3 mm velkých semen, která jsou hladká, matná, žlutá až oranžově-hnědá či černá, jeho mezokarp je vlhký, ale není šťavnatý.
Z květenství se obvykle vyvine jeden až dva plody, (ostatní květy bývají samčí), statná rostlina ročně průměrně vyprodukuje okolo tří stovek plodů, které jsou v době nezralosti hořké a pro lidi jedovaté, ve zralosti se jejich hořkost i toxicita ztrácí, přesto není zvykem je konzumovat. Plody obsahují řadu toxických glykosidů, hlavně solamargin a solasonin, které jsou součást většiny lilkovitých rostlin, v minulosti neúspěšně zkoušených k léčbě rakoviny.

## Rozmnožování
Rostlina se do okolí rozrůstá pomoci oddenků a semeny z popadaných plodů a vytváří rozlehlé, málo prostupné, ostnité křoviny. Semena se obvykle nerozšiřují od mateřské rostliny příliš daleko, jen málo zvířat plody konzumuje a následně roznáší semena, někdy se rostlina šíří pouze dolů po svahu, kam se mohou plody zakutálet. Při přenosu na delší vzdálenost se ostnatý plod mohl přichytit zvířete nebo stroje, plody a semena mohly být též odneseny přívalovým deštěm.
Lilek sodomský je v místech sekundárního výskytu, hlavně v Austrálii, na Nové Zélandu a na ostrovech v Tichém oceánu, problémovým, invazně se šířícím plevelným druhem. Vytváří husté jednodruhové porosty, které jsou díky ostnům běžně neprostupné a vytlačuje z přírody méně agresivní, domácí vegetaci. Na pastvinách omezuje plochy dostupné pasoucím se zvířatům. Zaplevelená místa jsou pro lidí jen stěží průchozí a pokud se vyskytují podél vodních toků či mořských břehů, podstatně znesnadňují rekreační aktivity. Na druhé straně rozlehlý porost poskytuje v otevřené krajině úkryt mnoha druhům menších živočichů.